# 卓穎思
卓穎思（1992年8月4日—），暱稱卓文迪、史迪仔、思思，藝名羅若Off，香港演員，曾任毛記電視製作助理及「偽員」（藝員）。其藝名惡搞自前無綫新聞主播羅若安。

## 簡歷
卓穎思大學修讀視覺藝術，2015年大學畢業後加入毛記電視，原本負責寫稿、安排道具及服飾，因節目涉及學生議題，而其聲像學生妹，所以被安排做幕前，以藝名「羅若off」亮相，成為其中一位比較受網民歡迎的主播。
羅若Off一角亦被設定為另一偽員東方昇的妹妹，兩人常同時出鏡。同時，她在主持毛記電視另一節目《歡樂滿些牙》中，以角色「家燕妹妹」亮相，經常模彷藝人薛家燕的十字舞步。
羅若Off曾在2016年1月的《蘋果日報》專訪中透露自己真名為“卓文迪”。但在2016年8月18日，羅若Off在100毛及毛記電視製作的SKII贊助廣告中，稱自己的真名為“卓穎思”。

## 事跡

### 毛記台慶爆金句
2016年5月11日晚，在《萬千呃Like賀台慶》的《我的恐怖志願》環節，羅若Off與早前有份演唱二次創作歌曲《補充練習無間做》的劉小華，以小朋友講鬼故方式大談特首女兒機場行李風波、亞洲電視停播事件、電影《十年》事件等。期間同學們一起講及兒時志願，有人舉手指想做空姐，羅若Off即時回應：「就上個月咋，聽講喺離境大堂出面，有件行李留咗喺禁區出面呀！」台上閃出恐怖燈光同音樂，令人震驚。
羅若Off之後又指「大個唔好做亞視」，因為「亞視死得好恐怖」。「一個紅裙女人，個樣仲要唔會老㗎，佢攞住酒杯，臨死前講咗句『應該要獨立』，亞視咁就死咗啦」，暗諷亞視「熄機」前最後畫面，藝人羅霖在旅遊節目中拿着酒杯的一幕。
既然「不做亞視」，羅若Off最後更指出想做一個平平凡凡的香港人，但另一個男同學肥Ben回應指，千萬不要說該三個字，更指「講親無好下場㗎！」肥Ben及後引例子，指出有一部電影用了50萬便拍完，一定「唔係人拍㗎啦」。最後更調侃指：「呢部戲攞咗個獎，但一去到其他地方就消失咗，之後仲有隻開心鬼，係咁鬧套戲，但佢冇睇過部戲喎，一定係撞邪啦！」明顯影射獲得第35屆香港電影金像獎最佳電影的《十年》被中國大陸當局封殺一事。
同學們一片恐慌，羅若Off突然說了一句：「咩都可以驚，做香港人就唔可以驚！」台下立即傳出一陣掌聲。最後羅若Off更彷照早前爾冬陞在金像獎時引用羅斯福總統的名言，爆出一句二次創作金句「咩都需要恐懼嘅人，本身就係衰！（Always afraid die, they are very kai.）」。

## 外部連結
- 羅若Off的Facebook專頁
- 羅若Off的Instagram帳戶